# Chaberkowo
Chaberkowo (deutsch Neu Wuttrienen) ist ein Ort in der polnischen Woiwodschaft Ermland-Masuren. Er gehört zur Gmina Purda (Landgemeinde Groß Purden) im Powiat Olsztyński (Kreis Allenstein).

## Geographische Lage
Chaberkowo liegt im Westen der Woiwodschaft Ermland-Masuren, zwanzig Kilometer südlich der Kreis- und Woiwodschaftshauptstadt Olsztyn (deutsch Allenstein).

## Geschichte
Das kleine, noch vor 1895 Chabrowo genannte Dorf, wurde 1857 gegründet. Am 21. Januar 1857 wurde amtlich verkündet, dass „dem durch den Ausbau mehrerer Grundbesitzer auf der Feldmark Wuttrienen neu entstandenen Etablissement von der Königl. Regierung der Name Neu Wuttrienen beigelegt worden“ sei, „ohne dass in den kommunalpolizeilichen und sonstigen Verhältnissen hierdurch etwas geändert wird“. Für die Wuttriener Ortschaft Neu Wuttrienen ergab die Volkszählung am 1. Dezember 1905: 32 Wohngebäude bei 227 Einwohnern.
Mit der Überstellung des gesamten südlichen Ostpreußen an Polen 1945 in Kriegsfolge erhielt Neu Wuttrienen die polnische Namensform „Chaberkowo“. Heute ist der kleine Ort mit seinen 56 Einwohnern (im Jahre 2011) eine Ortschaft innerhalb der Landgemeinde Purda (Groß Purden) im Powiat Olsztyński (Kreis Allenstein), von 1975 bis 1998 der Woiwodschaft Olsztyn, seither der Woiwodschaft Ermland-Masuren zugehörig.

## Kirche
Bis 1945 war Neu Wuttrienen in die evangelische Kirche Neu Bartelsdorf (polnisch Nowa Wieś) in der Kirchenprovinz Ostpreußen der Kirche der Altpreußischen Union, außerdem in die römisch-katholische Kirche Wuttrienen (polnisch Butryny) im Bistum Ermland eingepfarrt.
Heute gehört Chaberkowo katholischerseits weiterhin zu Butryny, das jetzt allerdings dem Erzbistum Ermland zugeordnet ist. Evangelischerseits orientieren sich die Einwohner zur Christus-Erlöser-Kirche in Olsztyn (Allenstein) in der Diözese Masuren der Evangelisch-Augsburgischen Kirche in Polen.

## Verkehr
Chaberkowo liegt westlich der Woiwodschaftsstraße 598 und ist von Butryny (Wuttrienen) aus auf direktem Wege zu erreichen. Eine Bahnanbindung besteht nicht.

## Persönlichkeit

### Mit dem Ort verbunden
- Eva Maria Sirowatka (1917–1988), ostpreußische Schriftstellerin, wuchs in Neu Wuttrienen auf, wo ihr Vater Lehrer war